# Jon Hendricks
Jon Hendricks (16. září 1921, Newark, Ohio, USA – 22. listopadu 2017, Manhattan, New York, New York)) byl americký jazzový zpěvák a textař.
Pocházel z velké rodiny – měl čtrnáct sourozenců. Svou pěveckou kariéru zahájil v sedmi letech. V devíti dostal lekce od svého souseda, klavíristy Arta Tatuma. V letech 1942 až 1946 působil v armádě a následně studoval právo, avšak brzy se začal věnovat výhradně jazzu. Roku 1957 začal spolu s Davem Lambertem a Annie Ross vystupovat v triu pod názvem Lambert, Hendricks & Ross. V roce 1966 nahrál ve spolupráci se skupinou The Warlocks píseň „Fire in the City“ – kapela se později proslavila pod názvem Grateful Dead a tato konkrétní nahrávka vyšla na jejím kompilačním albu Birth of the Dead. Dále spolupracoval například s Theloniem Monkem, Georgem Russellem či Davem Brubeckem. V roce 1993 získal cenu NEA Jazz Masters.